# Csegöld
Csegöld község Szabolcs-Szatmár-Bereg vármegyében, a Fehérgyarmati járásban.
Régi ruszin falu volt, hagyományosan a környék legnagyobb ruszin közössége élt itt. Lakói mára teljesen elmagyarosodtak.

## Fekvése
Szabolcs-Szatmár-Bereg vármegye délkeleti részén, a Szatmári-síkságon fekvő település. A környező települések közül Fehérgyarmat 22, Zsarolyán 18, Jánkmajtis 5,5, Császló 3,5, Csengersima pedig 4,5 kilométer távolságra található.
A közvetlen szomszédos települések: észak felől Jánkmajtis, északkelet felől Császló, délkelet felől Csengersima, dél felől Szamosbecs, Szamostatárfalva és Szamosangyalos, nyugat felől pedig Szamossályi és Hermánszeg.

### Megközelítése
Központján, nagyjából északnyugat-délkeleti irányban végighalad a Beregdaróctól Csengersimáig húzódó 4127-es út, ez köti össze a 41-es és 49-es főutakkal, illetve a környék nagyobb városai közül Fehérgyarmattal is. Császló és Gacsály községekkel a 4128-as, Rozsállyal a 4146-os út köti össze. Északi és nyugati falurészén a 41 138-as számú mellékút húzódik végig, amely a lakott területet elhagyva, immár számozatlan önkormányzati útként továbbfolytatódik Szamostatárfalva központjáig.
Vasútvonal nem érinti, a legközelebbi vasúti csatlakozási pont Jánkmajtison található, a Nyíregyháza–Mátészalka–Zajta-vasútvonal Jánkmajtis megállóhelye.

## Története
Nevét az oklevelek  1463-ban említik először és Chegud, Chegewld formában írták. A 15. században a Drághfiak birtoka volt.
1409-ben a birtok fele részébe a Drághfiakat iktatták be, akik 1424-ben osztozkodtak rajta. 1437-ben a Ghacályi, 1470-ben a Csató család kap benne részt. A Drághfiak kihalta után 1592-ben a szinéri uradalomhoz tartozott. 1629-ben Brebiri Melithek szerzik meg. 1638-ban a Horváth család is részt nyer benne.
1669-ben vármegyegyűlést is tartottak itt. A 18. század végén a báró Vécsey családé volt a település, nekik köszönhető, hogy a falu újra élettel lett teli: a kárpátaljai hegyekből telepítettek görög-katolikus vallású ruszin jobbágyokat, akik helyrehozták a leromlott, korábban református gótikus templomot. 
1780-ban báró Vécsey István tábornok volt a földesura. Az 1900-as évek elején báró Vécsey Aurél volt legnagyobb birtokosa.

## Közélete

### Polgármesterei
- 1990–1994: Tarcza György (FKgP))[3][4]
- 1994–1998: Tarcza György (független)[5][6]
- 1998–2002: Tarcza György (független)[7][8]
- 2002–2006: Tarcza György (független)[9][10]
- 2006–2010: Tarcza György (független)[11]
- 2010–2014: Tarcza György József (Fidesz–KDNP)[12]
- 2014–2019: Tarcza György József (Fidesz–KDNP)[13][14]
- 2019–2024: Babik Róbert (független)[15]
- 2024– : Babik Róbert (Fidesz–KDNP)[1]

## Népesség
A település népességének változása:
| Lakosok száma | 640  | 644  | 671  | 647  | 609  | 620  | 639  |
|               | 2013 | 2014 | 2015 | 2021 | 2022 | 2023 | 2024 |

2001-ben a település lakosságának 89%-a magyar, 11%-a cigány nemzetiségűnek vallotta magát.
A 2011-es népszámlálás során a lakosok 94,8%-a magyarnak, 12% cigánynak, 0,2% németnek, 0,2% örménynek, 1,9% románnak mondta magát (5,2% nem nyilatkozott; a kettős identitások miatt a végösszeg nagyobb lehet 100%-nál). A vallási megoszlás a következő volt: római katolikus 13%, református 15,5%, görögkatolikus 63,5%, felekezeten kívüli 0,3% (6,5% nem válaszolt).
2022-ben a lakosság 93,3%-a vallotta magát magyarnak, 4,8% románnak, 0,3% ukránnak, 0,3% cigánynak, 0,2% németnek, 0,2% bolgárnak, 0,3% egyéb, nem hazai nemzetiségűnek (6,6% nem nyilatkozott; a kettős identitások miatt a végösszeg nagyobb lehet 100%-nál). Vallásuk szerint 12% volt római katolikus, 14,4% református, 35% görög katolikus, 1% ortodox, 8,5% felekezeten kívüli (29,1% nem válaszolt).

## Nevezetességei

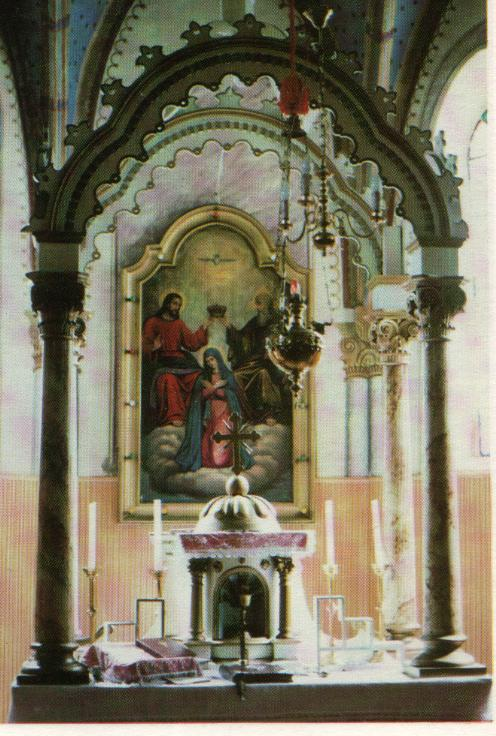
Csegöld, a görögkatolikus templom mai oltárképe

Görögkatolikus temploma a 15. században épült. Később többször átépítették. Középkori oltárának legértékesebb, legszebb részét, B. E. mester 15. századi festő fatáblás, szárnyas, festett oltárképét, az esztergomi Keresztény Múzeumban állították ki.